# Siegmundsburg
Siegmundsburg è una frazione della città tedesca di Neuhaus am Rennweg, in Turingia.